# 투셰크 TS 900H
투셰크 TS 900H(슬로베니아어: Tushek TS 900H)는 투셰크에서 2022년에 한정 생산했던 스포츠카이다.

## 비디오 게임에서의 등장
- 아스팔트 8: 에어본
- 아스팔트 9: 레전드